# گملینیت
گملینیت  (به انگلیسی: Gmelinite) با فرمول شیمیایی Na2Ca) [Al2Si4O12].6H2O) از مجموعه کانی هاست و از نام کانی‌شناس آلمانی C.G.Gmelin اخذ شده‌است. محلول در HCl Na2O:۶٫۰۸٪  CaO:۵٫۵٪  Al2O۳:۲۰٫۰۱٪  SiO۲:۴۷٫۱۹٪  H2O:۲۱٫۲۲٪  برای اولین بار در استرالیا کشف شد و از نظر شکل بلور: رمبوئدر - قرصی شکل - بی پیرامیدال - ماکله، رنگ: سفید - زرد - متمایل به قرمز یا صورتی، شفافیت: شفاف - نیمه شفاف، شکستگی: نامنظم، جلا: شیشه ای، رخ: ناقص - مطابق با سطح /۱۱۰۱/، سیستم تبلور: هگزاگونال و در رده‌بندی سیلیکات است همچنین خاصیت مغناطیسی ندارد و منشأ تشکیل آن هیدروترمال - بعد از آتشفشانی است.
همایند کانی‌شناسی (پارانژ) آن واکنش‌های شیمیایی و اشعه Xگیزموندیت- کلسیت- هولاندیت- شابازیت و غیره است.
، از نظر ژیزمان بلوری کمیاب است و بیشتر در ایرلند شمالی، انگلستان، آلمان غربی، آمریکا، استرالیا یافت می‌شود.

## منبع
- پردیس کشاورزی ایران